# Regner Helweg
Regner Helweg (23. januar 1861 i Odense – 26. marts 1932 i København) var en dansk ingeniør, fabrikant og politiker, bror til Leopold Helweg.

## Virke
Han var søn af Ludvig Helveg, tog 1880 polyteknisk adgangseksamen og fik 1886 afgang som cand.polyt. med speciale som maskiningeniør. Efter sin eksamen fik Helweg en praktisk uddannelse, der dengang ikke var obligatorisk, ved at arbejde på Caroc & Leth's Maskinværksted i Aarhus og hos
Møller & Jochumsen i Horsens, hvor han fik erfaring fra både jernstøberi og smedje, modelsnedkeri og maskinværksted.
Regner Helweg blev 1887 assistent og 1888 inspektør ved maskinafdelingen på industriudstillingen i København og blev året efter medindehaver af firmaet Marstrand, Helweg & Co., Jernstøberi og Maskinfabrik. Virksomheden indgik 1897 indgik i den nye store virksomhed A/S Titan, som Helweg var direktør for til sin død 1932.

## Tillidshverv
1892–97 og 1919–20 var Regnar Helweg formand for Foreningen af Fabrikanter i Jernindustrien i København, hvor han sammen med Otto Busse var aktiv for at etablere en ordning med obligatorisk værkstedpraksis for maskiningeniører, og denne ordning blev indført på Polyteknisk Læreanstalt 1894. Han var i det meste af den mellemliggende tid medlem af bestyrelsen 1905–19.
Helweg var medlm af Dansk Ingeniørforenings bestyrelse 1895-97, af Dansk Arbejdsgiverforenings bestyrelse 1898-99 og af Frederiksberg Kommunalbestyrelse 1896-97 for Højre (udtrådte, da han flyttede væk fra kommunen). 1922-25 var han formand for Sammenslutningen af Arbejdsgivere inden for Jern- og Metalindustrien. Han var viceformand for Den tekniske Forening, hvor han sad i bestyrelsen fra 1899, og fra 1915 næstformand og fra 1920 formand i repræsentantskabet for Industriforeningen. Han var medlem af Industrirådet fra 1920 og af Forsikringsnævnet 1919-27.
Han var medlem af Sø- og Handelsretten og af Københavns Havnebestyrelse fra 1923 og medlem af Kommissionen til udarbejdelsen af lovforslag for elektriske stærkstrømsanlæg (1906) og Kommissionen til udarbejdelse af en ny toldforordning (1913).
Helweg var bestyrelsesformand (fra 1917) i Lauritz Knudsens mekaniske Etablissement og havde desuden bestyrelsesposter i Carl Lunds Fabriker, Kruckow-Waldorff, Det danske Kulkompagni, International Emaille Industri, Foreningen Dansk Arbejde (1909-22), Dansk Forening for Arbejderbeskyttelse (1913-15), St. Peders Gæstehjem (til 1910), medlem af Arbejderforsikringsrådet (fra 1898) og sad i direktionen for Københavns Hippodrom. Slutteligt var han medlem af Likvidationskomiteen for Københavns Diskontobank og Revisionsbank fra 1923 og næstformand fra 1928.
Helweg blev Ridder af Dannebrog 1921 og Dannebrogsmand 1923.
Han blev gift 6. juli 1897 i Nørre Lyndelse Kirke med Susanne Henriette Lorenzen (8. oktober 1870 i Gislev på Fyn - ?), datter af sognepræst Claus Nicolai Lorenzen (1835-1905, gift 2. gang 1875 med Agathe Johanne Birkedal, 1846-1884) og Joachimine Marie født Knudsen (1837-1874).
Han er begravet på Vestre Kirkegård.